# قطعنامه ۲۰۸۵ شورای امنیت
قطعنامهٔ ۲۰۸۵ شورای امنیت سازمان ملل متحد سندی بین‌المللی دربارهٔ وضعیت در مالی است. این قطعنامه طی نشست شورای امنیت سازمان ملل متحد در تاریخ ۲۰ دسامبر ۲۰۱۲ میلادی با ۱۵ رأی موافق، ۰ مخالف و ۰ ممتنع به تصویب رسید.